# Cylindrophyllum
Genre
Classification phylogénétique
Cylindrophyllum Schwantes est un genre de plante de la famille des Aizoaceae, endémique de la région semi-désertique du Petit Karoo, Province du Cap-Occidental, Afrique du Sud
Cylindrophyllum Schwantes, in Z. Sukkulentenk. 3: 15, 28 (1927)
Type : Cylindrophyllum calamiforme (L.) Schwantes (Mesembryanthemum calamiforme L.) ; Lectotypus [Schwantes, in Z. Sukkulentenk. 3: 106 (1927)]

## Liste des espèces
- Cylindrophyllum calamiforme Schwantes
- Cylindrophyllum comptonii L.Bolus
- Cylindrophyllum dichroum Schwantes
- Cylindrophyllum dyeri L.Bolus
- Cylindrophyllum hallii L.Bolus
- Cylindrophyllum obsubulatum Schwantes
- Cylindrophyllum tugwelliae L.Bolus